# ダモ鈴木
ダモ 鈴木（ダモ すずき、本名：鈴木健次〈すずき けんじ〉、1950年1月16日 - 2024年2月9日）は、旧西ドイツの前衛的ロックグループのカンのボーカリストとして知られる歌手である。神奈川県出身。

## 概要・人物
元・カンのボーカリストとして世界的に名を馳せている人物であるが、1990年代以降は一貫してセッション・スタイルで世界各国を旅しながら、現地のさまざまなジャンルの音楽家、バンドと積極的な活動を行っており、インスタント・コンポージングと呼ばれる独自の即興的歌唱法で、楽譜もリハーサルもなしに行う生演奏の手法を確立した。
カン自体は、一般に日本ではサイケデリック・ロックやクラウトロックに分類されるものの、鈴木の活動・音楽は、ロック、パンク、ジャズ、ノイズ・ミュージック、エレクトロニカ、テクノ、ヒップホップなど、さまざまなジャンルの音楽家に影響を与えている。中でも楽曲「I Am Damo Suzuki」を発表しているザ・フォール、鈴木のボーカルを収めた「Sing Swan Song」をサンプリングしたカニエ・ウェストなどが挙げられる。
一方で1960年代から1970年代にかけての国際派日本人ヒッピー世代を象徴する人物として、その自由奔放でアナーキーな行動など、数々の伝説を持つカリスマ的存在でもある。インターネットが普及するまで、カンでの活動期間中に撮られた写真や映像など、資料は数少なく謎の存在であった。

## 経歴
ダモ鈴木の出発点は、音楽家と言うよりも、自由の境地を求めるボヘミアン、ヒッピーとしての生き方であった。1960年代後半には新宿でヒッピー生活を経験、当時14歳で、「最年少フーテン」とも呼ばれた。また、当時の鈴木は、ジャズ、ジェームス・ブラウン、キンクスなどのファンだった。特にキンクスに関しては私設ファンクラブを主宰していた。
高校中退後の1960年代後半、単身日本を飛び出し、アメリカ合衆国へ密航。以後、ヒッピーとして世界各地を単独放浪する。アメリカ25州を経て東南アジア諸国を回り、ヨーロッパへと渡り、ギターの弾き語りをしながら放浪の旅を続けた。海外放浪をしようと思ったきっかけについて、鈴木は元から地理好きだったこと、厚木海軍飛行場の近くで育ったことを要因として挙げている。
その際、困窮した鈴木は、ヨーロッパの新聞に｢パトロン募集｣の広告を出し、富裕層の支援を獲得した。しかしその生活にも飽き、路上でギターの弾き語りを始めたが、当時はギターのコードも3つほどしか知らず、曲もすべて即興演奏していた。これが後のボーカル・スタイルの発端となる。そして、人目を惹くため、長髪に火を点けたり、服を脱ぐなどの奇行の数々を繰り返しつつ各地を放浪した。ダモ鈴木の名前は、森田拳次の漫画、「丸出だめ夫」に由来する。何をやってもうまく行かない漫画の主人公に自分を重ね合わせた「だめ夫鈴木」に由来する。しかしヨーロッパの人々には、「だめ夫」は発音しづらく「ダモ」と呼ばれるようになったと言う。
当時のカンは、地方であろうが24時間以上連続で演奏を続け、交代制で仮眠と食事を行い、また演奏に戻るという手法をとっていた（例えば、「ユー・ドゥー・ライト」はアルバムでも20分超だが、公演では即興演奏が数時間に及んだという）。1970年4月、公演最中のカフェでの雑談で、カンを脱退したマルコム・ムーニーの次のボーカルを探すため、出番中ながら小休止中のホルガー・シューカイとヤキ・リーベツァイトが議論した。既に何度も選考を行っていたが、なかなか理想的な人材は見つからなかった（それも｢歌が上手すぎる｣という理由による）。
ある日、ミュンヘン公演の小休止中に、路上でギターを弾きながら奇声をあげていた鈴木をシューカイとリーベツァイトが発見。鈴木はその時ミュージカル『ヘアー』出演のためミュンヘンに滞在していたが、飽きて街頭に飛び出していた。鈴木は即日採用され、公演に出演。この時、当時のドイツ情勢を背景とした観客同士の乱闘騒ぎが発生し、数十人が警察に連行されるという騒ぎになるが、バンドとしてこの結果に大いに満足した。これ以降鈴木は正式なメンバーとして迎えられる。しかし鈴木はカンの音楽に関心を寄せていたわけではなく、偶発的な出会いによって参加したにすぎなかった。この出会いについて鈴木は「年寄りみたいな人ばっかりで変なバンドだなって思ったよ」と語っている。
鈴木は以後、カンの全盛期を支える大きな力となった。即興的で型にとらわれないその歌唱法は、カンのサイケデリックな音楽によく合致し、他のボーカリストには見られない、類い希なフリークでアナーキーな感覚を生み出した。日本語による歌詞を配置した楽曲も少なくない。1973年にカンを脱退した鈴木は、リハーサル中に突然奇声を上げて飛び出していったと伝えられている。ただし鈴木は脱退の経緯や理由について語っておらず、事情については判然としない。
一時エホバの証人に入信した鈴木はその教義に従い、現地の企業に就職した。また発症したガンの治療のための輸血を拒否した事で体重を激減させる。再発によって更に激減した際の体重は30kg台とも言われている。
1983年、音楽活動を再開し、ドンクルツィッファーや、リーベツァイトのファントムバンドに参加。1990年代以降、世界各国の多様なジャンルの音楽家やバンドとセッションをするダモ鈴木ネットワーク（ダモズ・ネットワーク）で活動している。帰国時に出演した細野晴臣とラジオの生放送で大喧嘩に至った（との話が流布されたが、細野によると鈴木とは会ったことがなく、喧嘩をしたのはミカバンド在籍時の高橋幸宏である）。
2005年にはマーズ・ヴォルタのギタリストとして知られるオマー・ロドリゲス・ロペス率いるオマー・クインテットのライブにも参加し、2007年にはオマーとのコラボレートEP『Please Heat This Eventually』を発表している。
2024年2月9日、悪性腫瘍のためケルンの自宅で死去。74歳没。

## インスタント・コンポージング
鈴木は自分の独自の歌唱スタイルを現在このように呼んでいる。これは、フリージャズなどに見られる、即興ではあっても予定調和的な部分が大きい「即興演奏」と区別するために、鈴木自身が提唱しているオリジナル・スタイルであ流。とくにダモ鈴木ネットワーク・シリーズにおいては、全く何のリハーサルも行わず、音楽家同士の直感的セッションによって引き起こされ、次第に構築されていくアンサンブルや楽曲、すなわちサウンド、バイブレーションを主体とした考え方に由来する独自なものと考えられる。そのため歌詞や音程はあってないようなもので、日本語・英語・ドイツ語とゆかりのある言語のどれでもない不定形の歌唱によって、文字通りその場のインスピレーションでコンポーズされる。

## ディスコグラフィ

### アルバム
- カン 『サウンドトラックス』 - Soundtracks (1970年)
- カン 『タゴ・マゴ』 - Tago Mago (1971年)
- カン 『エーゲ・バミヤージ』 - Ege Bamyasi (1972年)
- カン 『フューチャー・デイズ』 - Future Days (1973年)
- カン 『アンリミテッド・エディション』 - Unlimited Edition (1976年) ※コンピレーション
- ドンクルツィッファー 『イン・ザ・ナイト』 - In The Night (1984年)
- ドンクルツィッファー 『III』 - III (1986年)
- カン 『BBC セッションズ』 - The Peel Sessions (1995年)
- ドンクルツィッファー 『ライブ』 - Live 1985 (1997年)
- ダモズ・ネットワーク Tokyo on Air West 30.04.97 (1997年)
- ダモズ・ネットワーク Tokyo on Air West 02.05.97 (1997年)
- ダモズ・ネットワーク Osaka Muse Hall 04.05.97 (1997年)
- ダモ鈴木バンド 『V.E.R.N.I.S.S.A.G.E.』 - V.E.R.N.I.S.S.A.G.E. (1998年)
- ダモ鈴木バンド 『プロミス』 - P.R.O.M.I.S.E. (7CD Box) (1998年)
- ダモズ・ネットワーク 『シアトル』 - Seattle (1999年)
- ダモズ・ネットワーク 『オデッセイ』 - Odyssey (2000年)
- ダモズ・ネットワーク 『JPN ULTD1』 - JPN ULTD Vol.1 (2000年)
- ダモズ・ネットワーク 『メタフィジカル・トランスファー』 - Metaphysical Transfer (2001年)
- ダモズ・ネットワーク 『JPN ULTD2』 - JPN ULTD Vol.2 (2002年)
- Cul De Sac / Damo Suzuki Abhayamudra (2004年)
- Sixtoo Chewing on Glass & Other Miracle Cures (2004年)
- ダモズ・ネットワーク 『ハリアリス』 - Hollyaris (2005年) (2CD)
- ダモズ・ネットワーク 3 Dead People After The Performance (2005年)
- ダモズ・ネットワーク 『スオミ』 - Suomi (2006年)
- Damo Suzuki and Now The London Evening News (2006年)
- Damo Suzuki's network Tutti i colori del silenzio (2006年)
- Omar Rodriguez-Lopez & Damo Suzuki Please Heat This Eventually (2007年)
- Safety Magic Voices (2007年)
- Music for a Good Home (2010年) ※Audioscopeからのオムニバス。ソロ名義で「Truck On Track」を収録。
- Damo Suzuki & The Holy Soul Dead Man Has No 2nd Chance (2010年)
- Radio Massacre International Lost in Transit 4: DAMO (2010年)
- Damo Suzuki & Cuzo Puedo Ver Tu Mente (2011年)
- Damo Suzuki & Congelador Damo Suzuki & Congelador (2011年)
- Damo Suzuki & God Don't Like It Ensemble Live At Cafe Oto (2011年)
- ダモ鈴木 & キラーボン 『KILLER-DAMO』 - Killer-Damo (2011年)
- カン 『ザ・ロスト・テープス』 - The Lost Tapes (2012年) ※コンピレーション
- ダモ鈴木ネットワーク 『鳥獣戯画』(2012年)
- Simon Torssell Lerin / Bettina Hvidevold Hystad with Damo Suzuki Simon Torssell Lerin / Bettina Hvidevold Hystad with Damo Suzuki (2013年)
- Damo Suzuki Seven Potatoes: Live in Nanaimo (2013年)
- Damo Suzuki & Mugstar Start From Zero (2015年)
- 1-A デュッセルドルフ 『Uraan』 - Uraan (2016年)
- Damo Suzuki Live at the Windmill Brixton with 'Sound Carriers' black midi (2018年)